# Lisa Sheridan
Lisa Sheridan (* 5. Dezember 1974 in Macon, Georgia; † 25. Februar 2019 in New Orleans, Louisiana) war eine US-amerikanische Schauspielerin.

## Leben und Karriere
Sheridan besuchte die Schauspielschule der Carnegie Mellon University in Pittsburgh, Pennsylvania und wurde mit dem Thomas-Auclair-Gedenkstipendium für den vielversprechendsten Schauspieler ausgezeichnet.
Ihren ersten Fernsehauftritt hatte Sheridan 1997 in der Sitcom Eine starke Familie. Zwischen 1998 und 1999 spielte sie eine größere Nebenrolle in der zeitlich kurz nach dem Amerikanischen Bürgerkrieg angesiedelten Westernserie Legacy, die Serie wurde trotz guter Kritiken wegen schlechter Zuschauerzahlen abgesetzt. Zwischen 2000 und 2001 war sie in der kurzlebigen Science-Fiction-/Mystery-Serie FreakyLinks in einer Hauptrolle zu sehen. Es folgten Gastauftritte in verschiedenen Fernsehserien, bevor sie 2005 erneut eine Serienhauptrolle bekam: In der Science-Fiction-Serie Invasion spielte sie die Journalistin Larkin Groves. 2006 sollte sie die Hauptrolle in der Justizserie Conspiracy spielen, die Serie kam jedoch nicht über den Pilotfilm hinaus. 2007 hatte sie eine wiederkehrende Rolle in der Science-Fiction-Serie Journeyman – Der Zeitspringer als Theresa Sanchez. Es folgten erneut vor allem Gastauftritte in verschiedenen Fernsehproduktionen. Zuletzt war sie in einigen Fernsehserien und dem Film Strange Nature (2018) zu sehen.
Von 2001 bis 2003 war Sheridan mit dem Schauspielkollegen Ron Livingston verlobt. Am 25. Februar 2019 starb sie im Alter von 44 Jahren. Laut dem Bericht der Rechtsmedizin in New Orleans vom Mai 2019 starb sie eines natürlichen Todes aufgrund von „Komplikationen eines chronischen Alkoholismus“. Sie litt an weiteren gesundheitlichen Problemen. Es wird über Benzodiazepin-Missbrauch berichtet, der typisch sei bei Angstzuständen und Schlaflosigkeit. Hinzu kam eine alte Gehirnverletzung, die auf einen Sturz zurückzuführen sei. Des Weiteren wurden eine Lungenblähung und eine Zyste am rechten Eierstock dokumentiert.

## Filmografie (Auswahl)
- 1997: Eine starke Familie (Step by Step, Fernsehserie, Folge 6x16 It Didn't Happen One Night)
- 1998: Any Day Now (Fernsehserie, Folge 1x02 Huh?)
- 1998–1999: Legacy (Fernsehserie, 18 Folgen)
- 1999: Diagnose: Mord (Diagnosis: Murder, Fernsehserie, Folge 7x06 The Killer Within)
- 2000: Beat
- 2000–2001: FreakyLinks (Fernsehserie, 13 Folgen)
- 2003: Pirates (Kurzfilm)
- 2003: Carolina – Auf der Suche nach Mr. Perfect (Carolina)
- 2003: Practice – Die Anwälte (The Practice, Fernsehserie, Folge 8x08 Concealing Evidence)
- 2004: Las Vegas (Fernsehserie, Folge 1x21 Der Diamantenraub)
- 2004: CSI: Den Tätern auf der Spur (CSI: Crime Scene Investigation, Fernsehserie, Folge 4x23 Die Chimäre)
- 2004: Monk (Fernsehserie, Folge 3x08 Mr. Monk spielt mit)
- 2005: Without a Trace – Spurlos verschwunden (Without a Trace, Fernsehserie, Folge 3x23 Schmutziges Spiel)
- 2005: Strong Medicine: Zwei Ärztinnen wie Feuer und Eis (Strong Medicine, Fernsehserie, Folge 6x03 Clinical Risk)
- 2005–2006: Invasion (Fernsehserie, 22 Folgen)
- 2006: Conspiracy (Fernsehserie/Pilotfilm)
- 2007: 4400 – Die Rückkehrer (The 4400, Fernsehserie, Folge 4x05 Die Kolonie im Wald)
- 2007: Moonlight (Fernsehserie, Folge 1x02 Schatten der Vergangenheit)
- 2007: Journeyman – Der Zeitspringer (Journeyman, Fernsehserie, sechs Folgen)
- 2007–2008: CSI: Miami (Fernsehserie, drei Folgen)
- 2008: McCartney’s Genes
- 2008: Shark (Fernsehserie, Folge 2x15 One Hit Wonder)
- 2008: Saving Grace (Fernsehserie, Folge 2x04 It's a Fierce, White-Hot, Mighty Love)
- 2009: The Mentalist (Fernsehserie, Folge 1x21 Millionenspiel)
- 2009: Navy CIS (NCIS, Fernsehserie, Folge 7x09 Kinderspiel)
- 2010: Healing Hands (Fernsehfilm)
- 2011: CSI: NY (Fernsehserie, Folge 7x22 Exit Strategy)
- 2011: Private Practice (Fernsehserie, Folge 4x22 Alles wird anders)
- 2012: Home Invasion (Fernsehfilm)
- 2014: Elsa & Fred
- 2014: Category 5 (Fernsehfilm)
- 2014: Taken Away (Fernsehfilm)
- 2014: A Magic Christmas
- 2015: Only God Can
- 2015: A Christmas Eve Miracle
- 2016: Still the King (Fernsehserie, drei Folgen)
- 2018: Strange Nature